# Liste des dirigeants des gouvernorats du Yémen

Cette page dresse la liste des gouverneurs actuels des 22 régions du Yémen (21 gouverneurs + le maire de Sanaa).

## Gouverneurs et maire de Sanaa
| Gouvernorat                        | Nom                           | Depuis (le)       |
| ---------------------------------- | ----------------------------- | ----------------- |
| Abyan                              | Djamal el-Aqel                | Avril 2012        |
| Aden                               | Ahmed Salmin Rabi' (intérim)  | 31 octobre 2017   |
| Al Jawf                            | Mohammed Salem ben Aboud      | 11 septembre 2012 |
| Al Mahwit                          | Ahmed al-Ahwal                | 21 mai 2008       |
| Amran                              | Mohammed Saleh Shamlan        | 8 juin 2014       |
| Beida                              | Aldaheri Al-Shadadi           | 11 septembre 2012 |
| Chabwa                             | Ali ben Rachid al-Harthi      | 30 juin 2017      |
| Dali                               | Ali Qasim                     | 21 mai 2008       |
| Dhamar                             | Hamoud Mohamed Obad           | 24 décembre 2014  |
| Hadramaout                         | Faraj Salemin al-Bahssani     | 30 juin 2017      |
| Hajjah                             | Ali Ben Ali el-Qaïssi         | Avril 2012        |
| al-Hodeïda                         | Hassan al-Haij                | 24 décembre 2014  |
| Ibb                                | Yahya Mohammed Al-Iryani      | 8 juin 2014       |
| Lahij                              | Ahmad al-Majidi               | Mars 2011         |
| Mahra                              | Rajeh Saïd Bakri              | 27 novembre 2017  |
| Marib                              | Sultan Mabkhot el-Arada       | Avril 2012        |
| Raïma                              | Ali Salam al-Khadami          | 21 mai 2008       |
| Saada                              | Hadi Tarchan                  | Octobre 2016      |
| Sanaa                              | (vacant)                      | Mai 2015          |
| Ville de Sanaa (Amanat Al-Assimah) | (vacant)                      | 8 octobre 2016    |
| Socotra                            | Ahmed Abdallah Ali al-Socotri | 30 juin 2017      |
| Taïz                               | Chaouki Haïl Saïd             | Avril 2012        |

## Lien(s) externe(s)
- « Yemen's Socotra granted province status »
- Mouvement du 6 mars 2011
- Nouveau gouverneur pour Saada (2010)
- Nominations de mai 2008
- (en) « Officer assassinated after appointment of new governor of Taiz »
- (en) « President Abdrabuh Mansour Hadi issued the following decrees »